# Wegscheid (Berching)
Wegscheid ist ein Gemeindeteil der Stadt Berching im Landkreis Neumarkt in der Oberpfalz. Die Einöde liegt am Ludwig-Donau-Main-Kanal und der B 299 gegenüber von Breitenfurt zwischen Pollanten und Rappersdorf.
Kirchlich gehört der Ort zur Pfarrei Pollanten im Dekanat Neumarkt in der Oberpfalz.
Am 1. Juli 1972 wurde Ernersdorf mit Breitenfurt, Rappersdorf und Wegscheid nach Berching eingemeindet.
In der Nähe von Wegscheid steht der Ludwig-Donau-Main-Kanal unter Denkmalschutz.